# Споменик природе Кањон Вучјанске реке
Споменик природе Кањон Вучјанске реке је природни споменик под заштитом у Републици Србији.

## Георгафски положај
Споменик природе Кањон Вучјанске реке се налази на југу Србије, недалеко од насеља Вучје на територији града Лесковца, усечен у северну падину планине Кукавице на додиру са Лесковачким пољем. 

## Основне одлике
Споменик природе Кањон Вучјанске реке један је од најлепших кањона Србије. Већи део подручја је потпуно неприступачан, без значајних облика уређења простора, што представља праву реткост у Србији, имајући у виду његову атрактивност. Подручје природног добра је изузетно разноврсно у погледу геоморфолошких, геолошких, флористичких и фаунистичких обележја, и уз синергију естетике природе предела и културног наслеђа (Скобаљић град), ово подручје испуњава све критеријуме за заштиту у виду споменика природе. Површина СП „Кањон Вучјанске реке” износи 49 hа 33 a 38 m². 

## Систем заштите
Према структури површина KO Вучје по власништву, површине у обухвату заштићеног подручја су у државном (97,48%) и приватном (2,52%) власништву. На подручју СП „Кањон Вучјанске реке” утврђени су режими заштите I (првог), II (другог) и III (трећег) степена.
Према Правилнику о критеријумима вредновања и поступку категоризације заштићених подручја („Службени гласник РС”, број 97/15), СП „Кањон Вучјанске реке” сврстава се у II категорију – заштићено подручје регионалног, односно великог значаја.
Сходно члану 42. став 5. Закона о заштити природе, Завод за заштиту природе Србије за управљача заштићеним подручјем СП „Кањон Вучјанске реке” предлаже Јавно предузеће „Туристичкa организација Лесковaц” из Лесковца.
Завод за заштиту природе Србије доставио је 14. новембра 2022. године Студију заштите Споменика природе „Кањон Вучјанске реке” Министарству заштите животне средине као надлежном органу.
Даном постављања обавештења и извода из Студије заштите на интернет страници Министарства испуњени су услови за покретање поступка заштите овог природног подручја, сходно члану 42. став 9. Закона о заштити природе природе.